# Route 208 (Québec)
Pour les articles homonymes, voir Route 208.
La route 208 (R-208) est une route régionale québécoise d'orientation est / ouest située sur la rive sud du fleuve Saint-Laurent. Elle dessert la région administrative de l'Estrie.

## Tracé
La route 208 débute à Ayer's Cliff, à l'angle de la route 141 et se termine à 31 kilomètres au nord-est, à Martinville, à l'angle de la route 251.

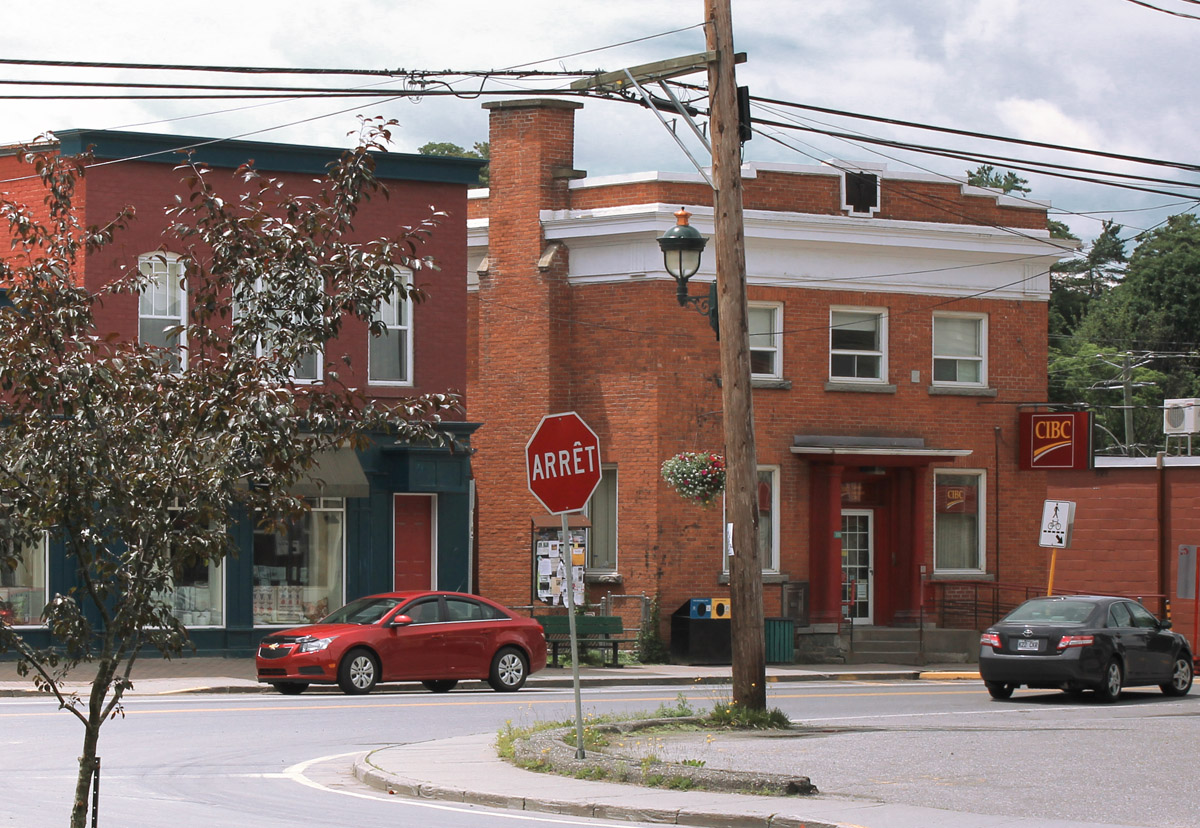
Extrémité ouest à Ayer's Cliff.
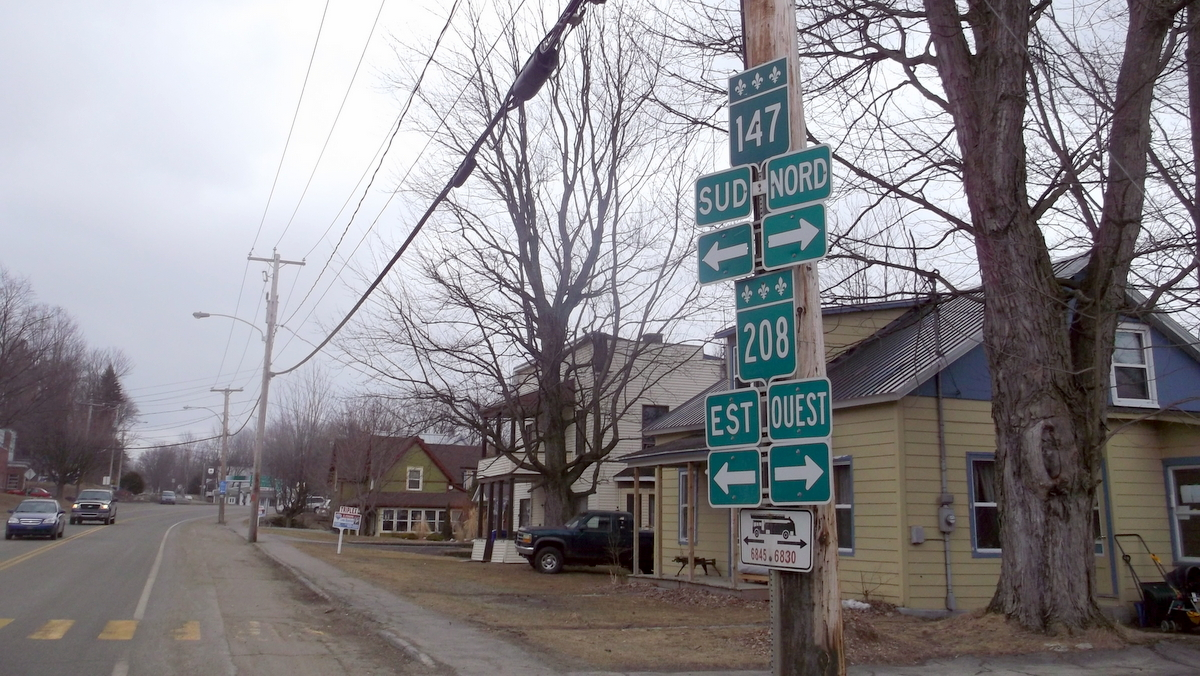
La route 208 est concurrente avec la route 147 à Compton.
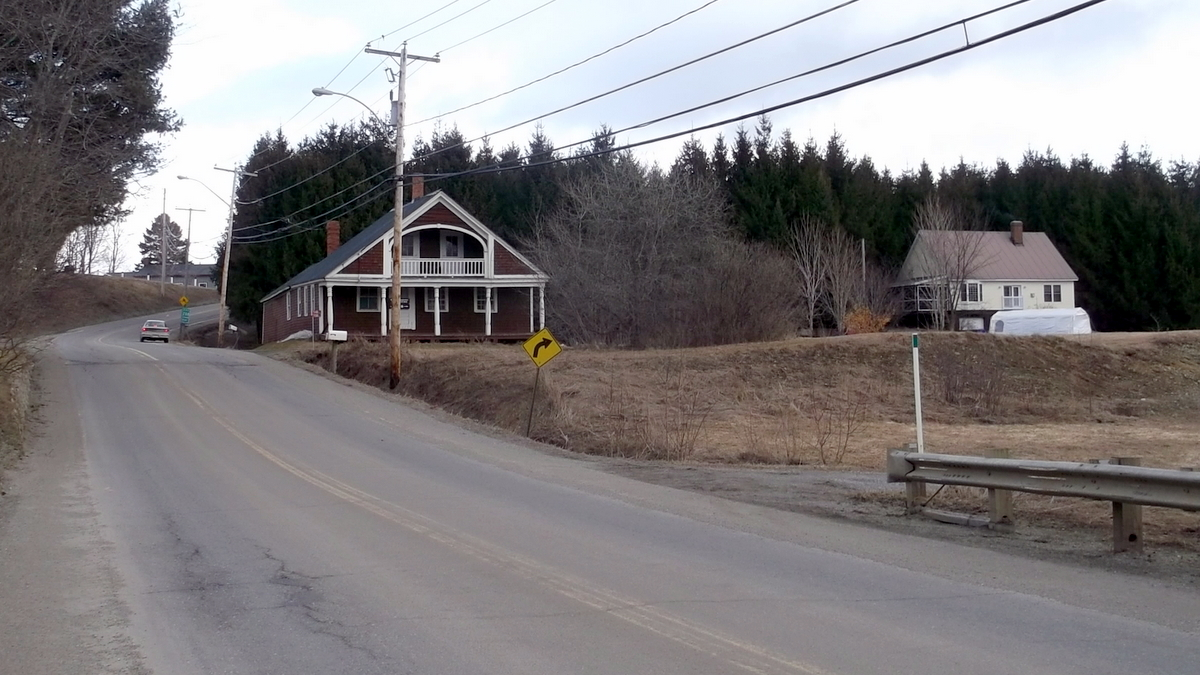
Route 208 entre Compton et Martinville.
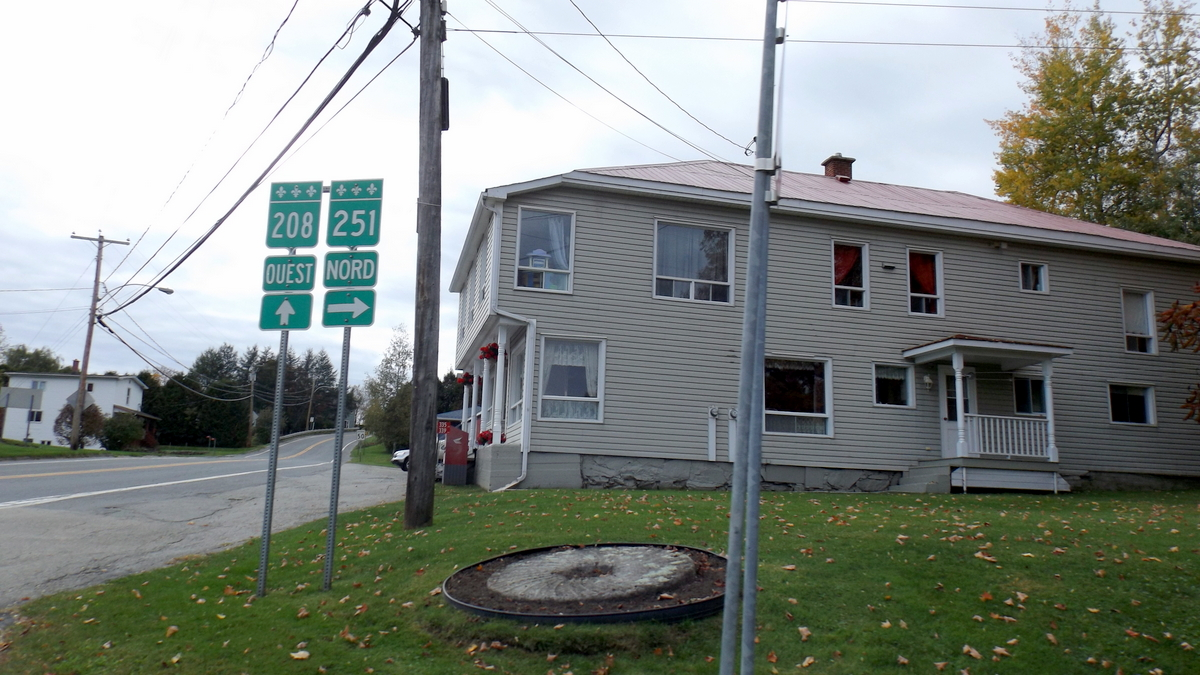
Extrémité est de la route 208 à Martinville.

## Localités traversées (d'ouest en est)
Liste des municipalités dont le territoire est traversé par la route 208, regroupées par municipalité régionale de comté.

### Estrie
Memphrémagog
- Ayer's Cliff
- Hatley

Coaticook
- Compton
- Martinville

## Intersections majeures
| MRC                     | Municipalité | km    | Destinations                                 | Notes                                     |
| ----------------------- | ------------ | ----- | -------------------------------------------- | ----------------------------------------- |
| Memphrémagog            | Ayer's Cliff | 0,00  | R-141 – Coaticook, Magog                     |                                           |
| Memphrémagog            | Hatley       | 4,40  | R-143 sud – Stanstead                        | Terminus ouest du multiplex avec la R-143 |
| Memphrémagog            | Hatley       | 5,00  | R-143 nord – Sherbrooke                      | Terminus est du multiplex avec la R-143   |
| Coaticook               | Compton      | 20,90 | R-147 nord – Sherbrooke                      | Terminus ouest du multiplex avec la R-147 |
| Coaticook               | Compton      | 21,20 | R-147 sud – Coaticook                        | Terminus est du multiplex avec la R-147   |
| Coaticook               | Martinville  | 31,30 | R-251 – Sainte-Edwidge-de-Clifton, Johnville |                                           |
| - Terminus de multiplex |              |       |                                              |                                           |